# Ludwig Markus
Pour les articles homonymes, voir Markus.
Ne doit pas être confondu avec Ludwig Marcuse.
Ludwig Markus (1798–1843), également connu sous les noms de Ludwig Marcus et Louis Marcus, est un historien, orientaliste et germaniste français d'origine allemande. Il est notamment l'auteur d'une Histoire des Wandales.

## Biographie
Né dans une famille juive, ami de l'écrivain Heinrich Heine, Ludwig Markus étudie d'abord la médecine à l'Université de Berlin avant de s'appliquer à la philosophie et à l'étude de l'astronomie à l'Observatoire de Berlin, alors dirigé par Johann Franz Encke. Il devient à la même période membre de l'« Association pour la culture et la science des Juifs » (Verein für Cultur und Wissenschaft der Juden).
En 1825, Ludwig Markus émigre à Paris où il poursuivra notamment ses recherches sur l'Abyssinie et les Falashas, et fera la connaissance de Georges Cuvier qui lui trouvera une place de professeur d'allemand à Dijon en 1830. Mais en 1835, la perte de sa mère dévouée le plonge dans un état de mélancolie et il quittera son poste d'enseignant en 1838 pour retourner à Paris.
Miné par la solitude de l'exil, bouleversé par la mort de sa mère, Ludwig Markus sombre peu à peu dans la folie. Interné dans un asile de Paris, il y meurt en 1843, à l'âge de 44 ans.

L'épouse du banquier James de Rothschild, Betty, paiera les frais funéraires et Ludwig Markus sera inhumé au cimetière de Montmartre.

## Ouvrages
- Histoire des Wandales depuis leur première apparition sur la scène historique jusqu'à la destruction de leur empire en Afrique, Librairie encyclopédique Roret, Paris, 1838 (lire en ligne)
- Géographie ancienne des États barbaresques (d'après l'allemand de Mannert, par Mm. L. Marcus et Duesberg, avec des additions et des notes par M. L. Marcus), Librairie encyclopédique Roret, Paris, 1842 (lire en ligne)